# 共产党（非常代表大会）
共产党（非常代表大会）（西班牙語：Partido Comunista (Congreso Extraordinario)，缩写为PCCE）是阿根廷的一个共产主义政党。1996年12月1日—2日，在布宜诺斯艾利斯成立，起源于阿根廷共产党的一次分裂。该党的总书记是巴勃罗·佩雷拉。
该党的青年翼是共产主义青年联合会（非常代表大会）。
该党出版刊物《我们的话》和《拉丁美洲的根》。